# 東海農政局
東海農政局（とうかいのうせいきょく）は、名古屋市にある農林水産省の地方支分部局。地方農政局の一つで、岐阜県、愛知県、三重県を管轄している。

## 組織
- 東海農政局（名古屋市中区三の丸一丁目、名古屋農林総合庁舎）
  - 安田庁舎（名古屋市昭和区安田通　統計部、消費・安全部（一部機能）が入居）
  - 企画調整室
  - 総務課
  - 会計課
  - 消費・安全部
    - 消費生活課
    - 米穀流通・食品表示監視課
    - 農産安全管理課
    - 畜水産安全管理課

  - 生産部
    - 生産振興課
    - 業務管理課
    - 園芸特産課
    - 畜産課
    - 生産技術環境課

  - 経営・事業支援部
    - 担い手育成課
    - 輸出促進課
    - 地域食品・連携課
    - 食品企業課
    - 農地政策推進課
    - 経営支援課

  - 農村振興部
    - 設計課
    - 農村計画課
    - 土地改良管理課
    - 農村環境課
    - 事業計画課
    - 用地課
    - 水利整備課
    - 農地整備課
    - 地域整備課
    - 防災課

  - 統計部
    - 調整課
    - 統計企画課
    - 経営・構造統計課
    - 生産流通消費統計課

## 出先機関
- 愛知県拠点（名古屋市昭和区：東海農政局安田庁舎）
- 岐阜県拠点（岐阜市）
- 三重県拠点（津市）

## 管内事業所
- 木曽川水系土地改良調査管理事務所（安田庁舎）
  - 木曽川水系土地改良調査管理事務所
- 木曽川水系土地改良調査管理事務所 犬山頭首工管理所（愛知県犬山市北古券）
  - 犬山頭首工管理所
- 土地改良技術事務所（名古屋農林総合庁舎 2号棟）
  - 土地改良技術事務所
- 矢作川総合第二期農地防災事業所（愛知県安城市大東町）
  - 矢作川総合第二期農地防災事業所
- 新濃尾農地防災事業所（愛知県一宮市八幡）
  - 新濃尾農地防災事業所